# Фуллер, Джесси
Джесси Фуллер (англ.  Jesse Fuller, 12 марта 1896 — 29 января 1976) — американский музыкант, автор и исполнитель блюзов, человек-оркестр, наиболее известный по своей песне «San Francisco Bay Blues».

## Ранний период жизни
Фуллер родился в Джонсборо, штат Джорджия, недалеко от Атланты. Подрастая, он работал на многих работах: пас коров за десять центов в день; работал на заводе по производству бочек, мётел и в каменоломне; работал на железной дороге и в трамвайной компании; чистил обувь; и даже торговал вручную вырезанными деревянными змеями. К 10 годам научился играть на гитаре.
В 1920-х годах он жил в Южной Калифорнии, где владел киоском по продаже хот-догов и подружился с Дугласом Фэрбенксом. Фуллер некоторое время работал статистом в фильмах «К востоку от Суэца» (1922) и «Багдадский вор» (1924). В 1929 году он поселился в Окленде, на другом берегу залива от Сан-Франциско, где много лет работал на железной дороге Southern Pacific. Во время Второй мировой войны он работал сварщиком на судостроительном заводе. Примерно в начале 1950-х годов Фуллер начал зарабатывать на жизнь как музыкант.

## Музыкальная карьера
До 50-х Фуллер никогда не был профессиональным музыкантом, но был опытным гитаристом, иногда выступая на улицах и принимая плату в шляпу. У него была хорошая память на песни, и в его репертуаре было много песен самых разных стилей, которые нравились публике, включая кантри-блюз, рабочие песни, рэгтайм и джазовые стандарты, баллады, спиричуэлс и инструментальные композиции.
Он начал сочинять собственные песни, многие из которых были основаны на его опыте работы на железной дороге, а также перерабатывал старые произведения, играя их в своем синкопированном стиле. В качестве человека-оркестра начал выступать, потому что не всегда мог найти надежных музыкантов для работы. Начав свою деятельность на местном уровне, в клубах и барах Сан-Франциско, а также в Окленде и Беркли, Фуллер стал более известен, когда начал выступать на телевидении в районе залива и в Лос-Анджелесе.
В 1958 году, в возрасте 62 лет, он записал альбом, выпущенный Good Time Jazz Records. Для выступлений и записи он использовал 12-струнную гитару, губную гармошку, казу, тарелку (хай-хэт) и свое собственное изобретение — фотделлу. Он мог играть на нескольких инструментах одновременно, особенно используя приспособление, в котором крепились губная гармошка, казу и микрофон.
Кроме того, он обычно включал в свои сеты по крайней мере один танец степ, софт-шу или бак-н-винг, аккомпанируя себе на 12-струнной гитаре во время танца. В типичной для уличного музыканта манере он обращался к своим слушателям как «дамы и господа», рассказывал анекдоты и отпускал шутки между песнями, но порой касался и острых политических тем того времени.
Летом 1959 года он играл в баре Exodus Gallery в Денвере, где Боб Дилан подсмотрел и освоил технику игры на губной гармошке, используя приспособление от Фуллера.
Британский лейбл Topic Records выпустил его альбом Working on the Railroad в 1959 году, включавший в себя «San Francisco Bay Blues».

## Фотделла
Фотделла была музыкальным инструментом, созданным и сконструированным самим Фуллером. Он собрал по крайней мере два, немного отличавшихся по форме, о чем свидетельствуют фотографии и видеозаписи его выступлений.
Будучи человеком-оркестром, Фуллер хотел обеспечить более существенное сопровождение, чем типичный хай-хэт (тарелка) или бас-барабан, используемый другими уличными музыкантами. Его решением стала фотделла — ударная басовая гитара с ножным управлением, состоящая из вертикального деревянного корпуса, по форме напоминающего контрабас, с коротким грифом и шестью басовыми фортепианными струнами. Он играл с помощью шести фортепианных или органных педалей, каждая из которых была соединена с мягким молоточком, ударявшим по струне. Используя шесть струн инструмента, он мог играть басовые партии в нескольких тональностях.
Фуллер умер 29 января 1976 года в Окленде, Калифорния, от болезни сердца в возрасте 79 лет. Его фотделла и электроакустическая гитара Silvertone 1962 года находятся во владении Смитсоновского института.

## Влияние
Фуллер оказал влияние на молодых музыкантов, сделавших каверы на его песни: Боба Дилана (You’re No Good), Джонни Кэша (The Legend of John Henry), Grateful Dead (The Monkey and the Engineer, Beat It On Down the Line и Stealin' Back to My Old Time Used to Be), Hot Tuna, Peter, Paul and Mary, Дженис Джоплин, Джима Кроче, Эрика Клэптона, Фиби Сноу, Дона Партриджа, Ричи Хэвенса, Пола Маккартни и многих других.

## Записи
- Working on the Railroad (1954)
- Frisco Bound (1956)
- Jesse Fuller: Greatest of the Negro Minstrels (1963)
- San Francisco Bay Blues (1963)